# Серія Magnavox Odyssey
Magnavox Odyssey - це серія гральних консолей компанії Magnavox, випущених з 1972 по 1978 рік. У лінійку входить: оригінальна консоль Magnavox Odyssey, серії консолей Odyssey та Philips, а також консоль Magnavox Odyssey², на основі картриджів, випущена в 1978 році.

## Magnavox Odyssey
Magnavox Odyssey, випущена компанією Magnavox в 1972 році, є першою домашньою відеогральною консоллю у світі. Розроблена Ральфом Баєром і вперше продемонстрована 24 травня 1972 року, вона продавалася компанією Magnavox та її філіями до 1975 року. В Odyssey використовується тип знімної плати, яка вставляється в слот, аналогічний слоту картриджа, що дозволяє гравцеві вибирати різні варіації гри.

## Наступники Odyssey
Ці вісім консолей були випущені в США компанією Magnavox, після її придбання компанією Philips в 1974 році.

### Odyssey 100
Консоль Odyssey 100 була випущена в 1975 році. Вона використовує багатокомпонентний дискретний дизайн компонентів, що робить його набагато простішим, ніж усі пізніші варіанти консолі, які Magnavox буде випускати. У той час Magnavox вже мала одночиповий дизайн, але хотіли отримати продукт, який вони могли негайно випустити, якщо компанія Texas Instruments, постачальник відеогральних мікросхем, не зможе своєчасно доставити.
Odyssey 100 була розроблена у вигляді чотирьох мікросхем Texas Instruments. Вона має дві ігри (теніс і хокей). У обох іграх не було екранованого підрахунку очок, а система використовувала сирий звуковий сигнал. Odyssey 100 живиться від шести С батарей або 9-вольтового адаптера змінного струму. Кожен гравець мав три ручки для горизонтального руху, вертикального руху та регулювання траєкторії м'яча.

### Odyssey 200

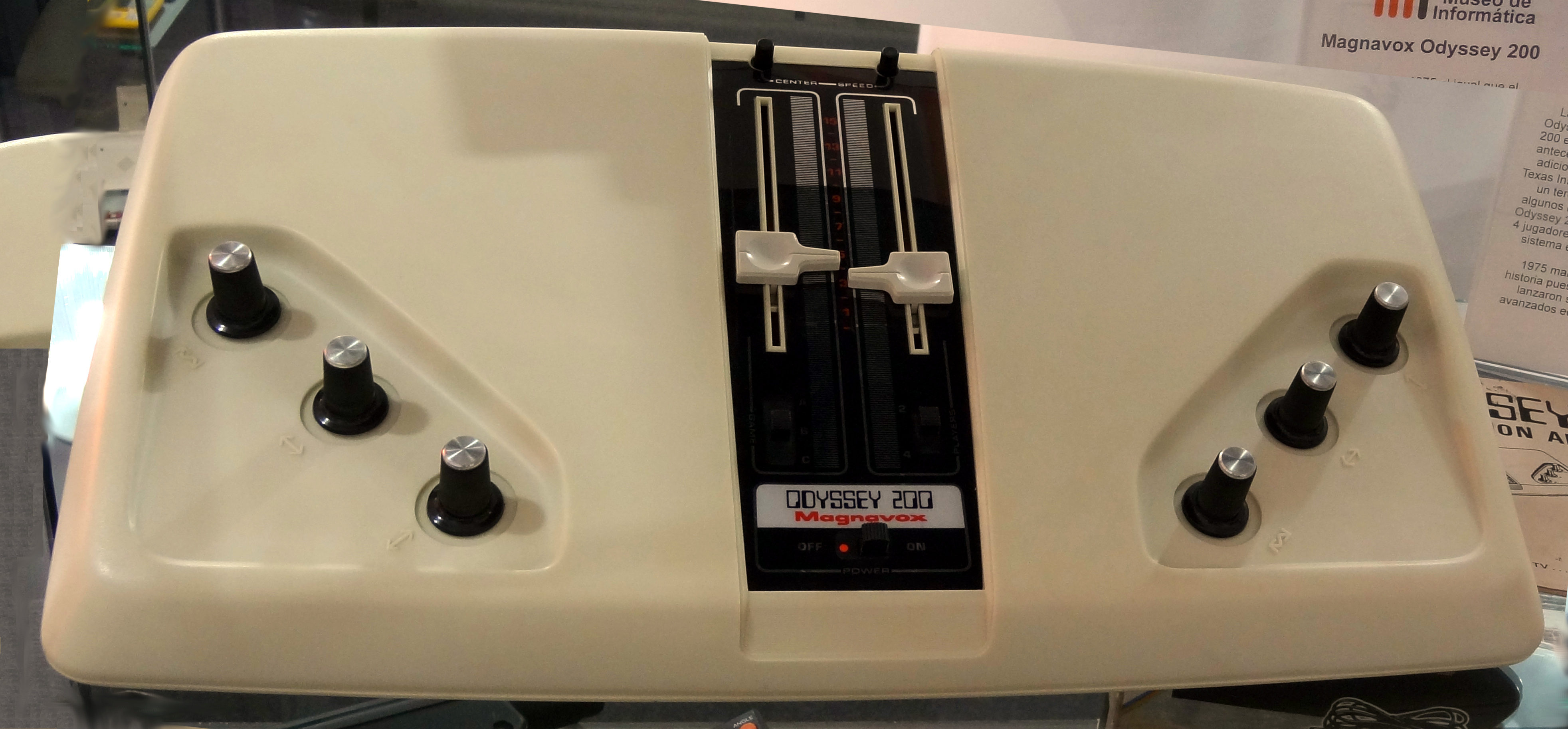
Magnavox Odyssey 200

Консоль Odyssey 200 була випущена в 1975 році. Використовуючи одночиповий дизайн, консоль вдосконалена, в порівнянні з Odyssey 100 у кількох областях. Окрім тенісу та хокею, в Odyssey 200 з'явилася третя гра під назвою "Smash". Консоль також була першою відеогральною консоллю для двох або чотирьох гравців. Odyssey 200 додала нечіткий підрахунок результатів гри (білий прямокутник перемістив один простір вправо щоразу, коли гравець брав точку). Як і Odyssey 100, Odyssey 200 оснащена шістьма C батареями або адаптером змінного струму на 9 вольт і використовує ті ж самі ігрові кнопки, що й попередник.

### Odyssey 300

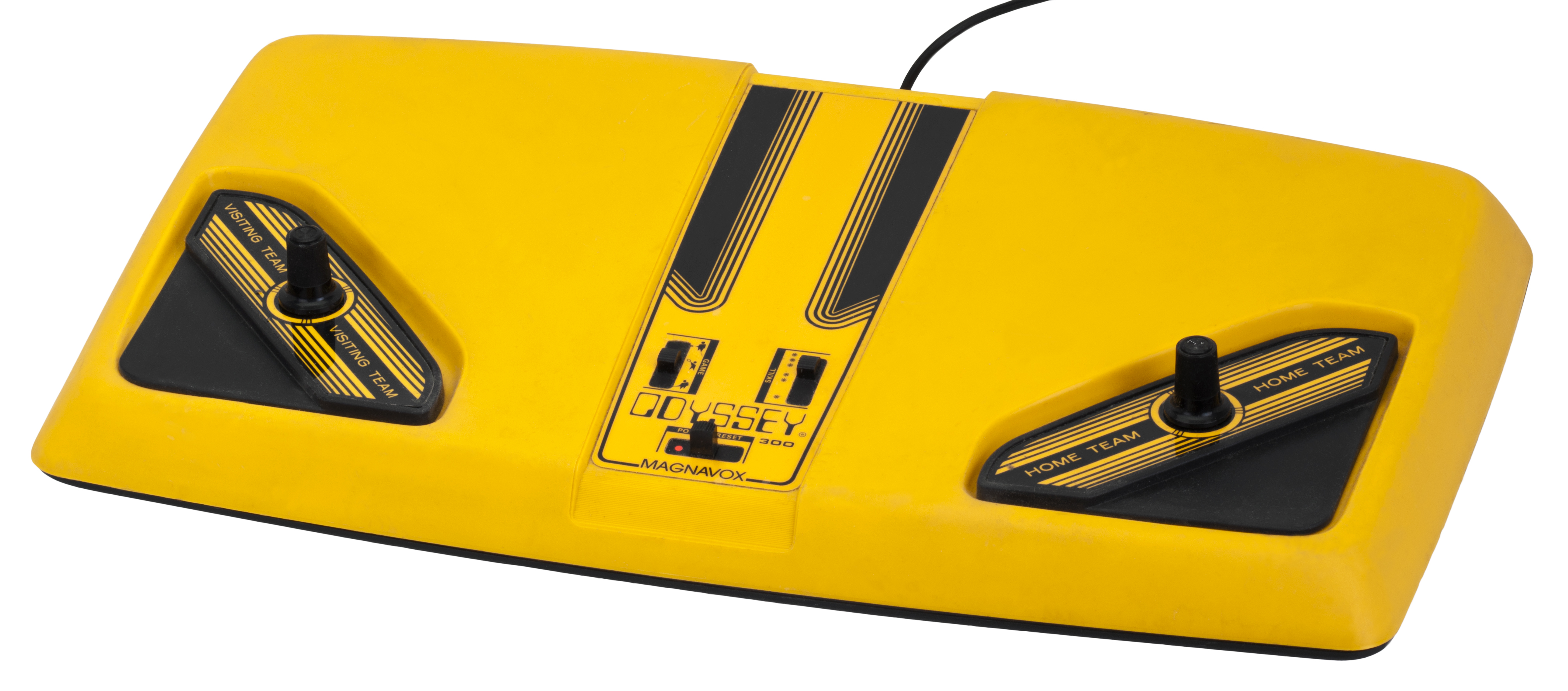
269.977x269.977пкс

Консоль Odyssey 300 була випущена в 1976 році. На відміну від попередніх двох консольних продуктів Magnavox, Odyssey 300 мала намір конкурувати безпосередньо з Coleco Telstar. Як і Telstar, Odyssey 300 використовує чип AY-3-8500 за основу, та була однією із перших консолей для використання одного чипа IC як фокус свого дизайну, а не кількох комп'ютерних чипів або транзисторної основи. У Odyssey 300 також три гри, як і в Odyssey 200; На відміну від 200, консоль Odyssey 300 має три рівні складності: новачок, середній та експерт. В ній також з'явився показ рахунку на екрані телевізора.

### Odyssey 400
Odyssey 400 була випущена в 1976 році. 400 по суті така ж, як і Odyssey 200 з автоматичною подачею та екранним показом рахунку. Консоль відтворює ті ж три гри, що і 200, і має ті ж три рукоятки керування іграми. Ще один чип Texas Instruments використовувався для здійснення екранних оцінок.

### Odyssey 500
Консоль Odyssey 500 (модель 7520) була випущена в 1976 році. Консоль практично такаж ж, як і Odyssey 400 з одним унікальним доповненням: замість відображення вертикальної лінії "paddles" консоль використовує спеціальну графіку, яка нагадує спрощені версії людини гравця. Три різні графіки були використані для трьох різних варіантів гри (теніс, хокей та Smash); Magnavox продавала 500, як таку що має четверту гру (Soccer), використовуючи графіку сквош-гравець з ігровим полем хокею. Консоль пропонує автоматичне подавання, відображає оцінки на екрані та забезпечує налаштування регулювання швидкості м'яча. Живиться через адаптер змінного струму.

### Odyssey 2000

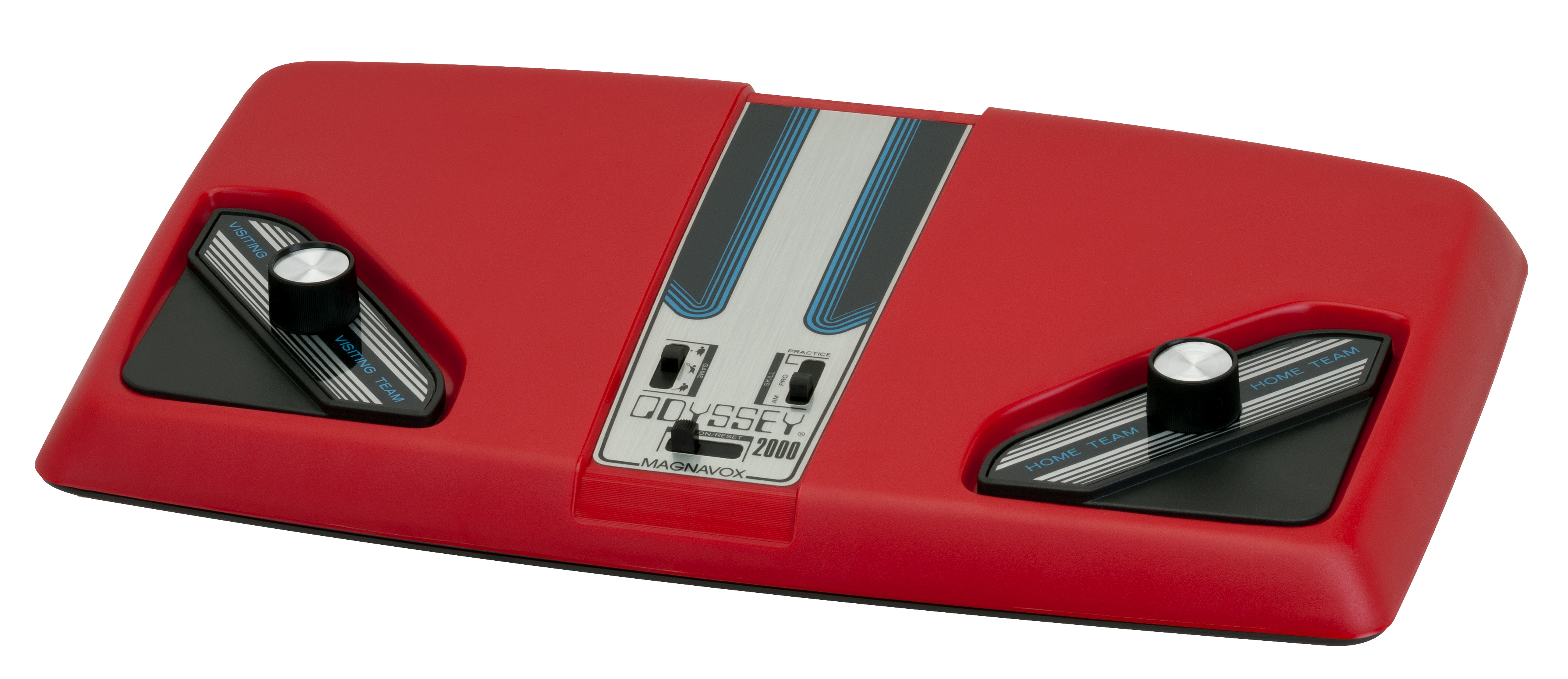
Odyssey 2000

Консоль Odyssey 2000 (модель BH7510) була випущена в 1977 році. 2000 була оновленим варіантом Odyssey 300. Як і у 300, в Odyssey 2000 використовується одночиповий дизайн AY-3-8500 (який також використовується в Odyssey 3000). Консоль встановлюється для двох гравців і використовує одну ручку для обертання для кожного ігрового контролера, а не три ручки, як в попередніх моделях Magnavox. На додаток до варіацій гри Теніс, Хокей та  Smash, у 2000 додається варіант однокористувацького сквошу. Рахунок, набраний під час геймплея, відображається у верхній частині екрана, коли кожен гравець отримує результати, а переможець - перший гравець, який отримує 15 балів. Як і в попередніх моделях Odyssey, 2000 живиться від шести C батарей або адаптера змінного струму.

### Odyssey 3000

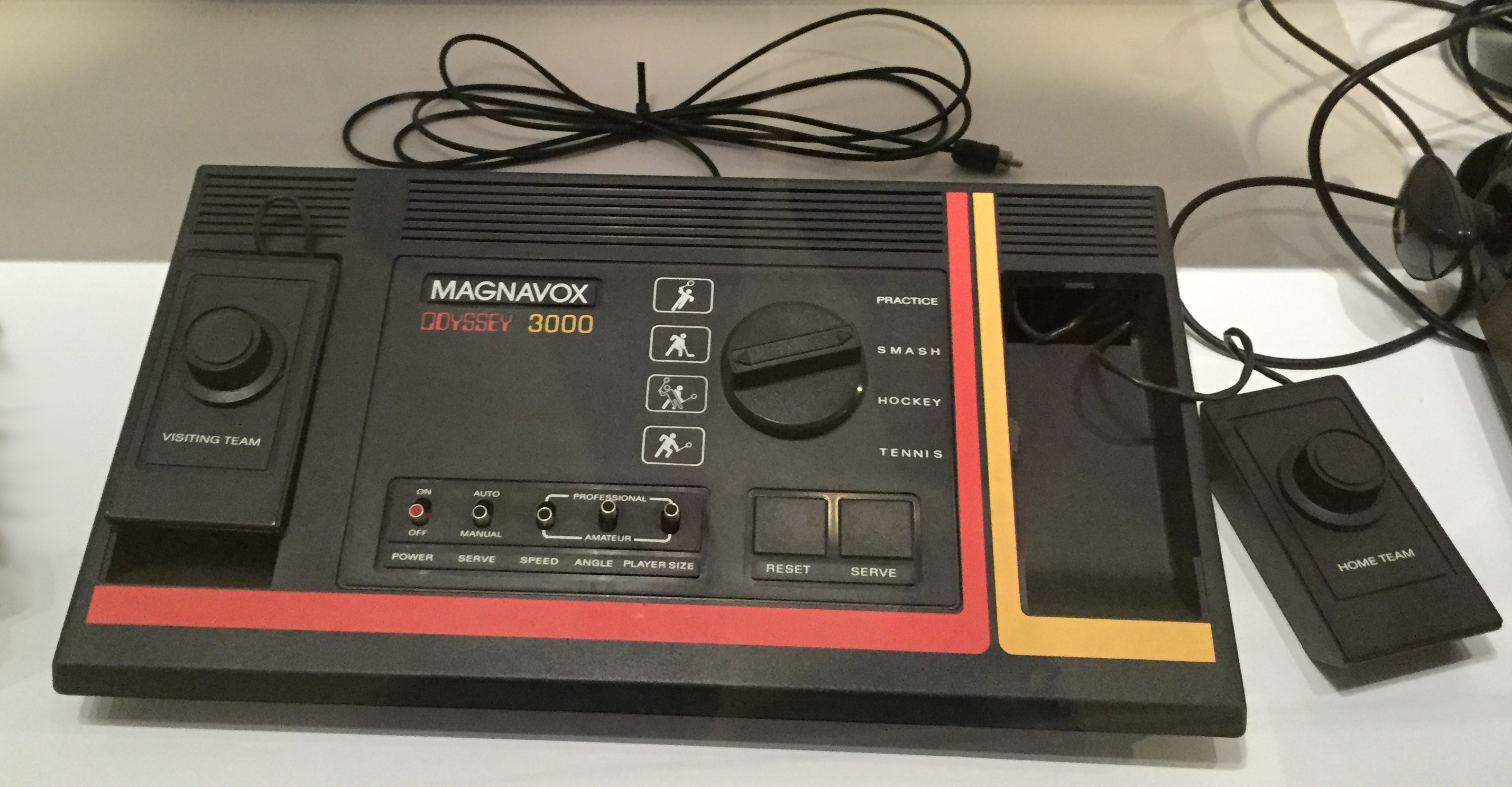
Odyssey 3000

Консоль Odyssey 3000 (Модель 7508) була випущена в 1977 році. У 3000 ті ж варіанти гри, як в Odyssey 2000 (Теніс, хокей, Smash), а також баскетбол, футбол і Gridball (гра, в якій гравець повинен вміло рухатися м'ячем через серію баррикад). Консоль для двох гравців, однак режим Solo-practice доступний як для Smash, так і для баскетболу. Трипозиційний перемикач дозволяє гравцям встановлювати рівень майстерності, а додаткові елементи керування дозволяють гравцям вибрати автоматичне або ручне подання, швидкість кульки та кут відхилення кулі (20 або 40 градусів). Через Odyssey 3000, Magnavox відмовилася від свого старого дизайну корпусу. Сама консоль більш кутова і менше округлена; дві функціональні кнопки використовуються для функцій подачі та скидання, а ручки налаштування консолі були зменшені. Odyssey 3000 використовує плавну круглу ручку для вибору різноманітних ігор. 3000 працює від шістьох C батарей або адаптера змінного струму.

### Odyssey 4000

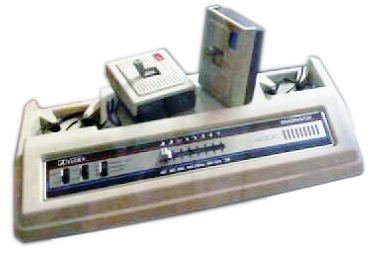
Odyssey 4000

Magnavox закінчила свою серію гральних консолей з системою Odyssey 4000. Odyssey 4000 (модель 7511) вийшла у 1977 році. Заснована на одночиповій архітектурі AY-3-8600, у моделі 4000 в цілому сім ігор (Теніс, хокей, волейбол, баскетбол, нокаут, танк і вертоліт), що з варіаціями можна розширити до двадцяти чотирьох різних ігор. Пристрій підтримує до чотирьох гравців і включає в себе режим для одиночної гри проти комп'ютера. Як і у випадку з Odyssey 3000, 4000 пропонує перемикач навичок для початкового, середнього та професійного рівнів майстерності. Додаткові функції включають в себе: автоматичне подачу, зміну швидкості руху та кнопку паузи. На відміну від Odyssey 3000, 4000 оснащено знімними джойстиками. Чип AY-3-8615 дозволив Odyssey 4000 відображати колір, а не чорно-білу графіку. Модель 4000 оснащена вбудованим адаптером змінного струму.

### Odyssey 5000 (прототип)
Ця консоль повинна була містити два чипи - National Semiconductor MM571068 з 7 іграми (такими ж, як Odyssey 2100) і Signetics 'CR861 (aka MUGS) з вертольотом і танковою грою.

## Наступники Odyssey від Philips
Голландський телевізійний виробник Philips придбав Magnavox в 1974 році, після чого він почав випускати власні версії консолей Odyssey в Європі.

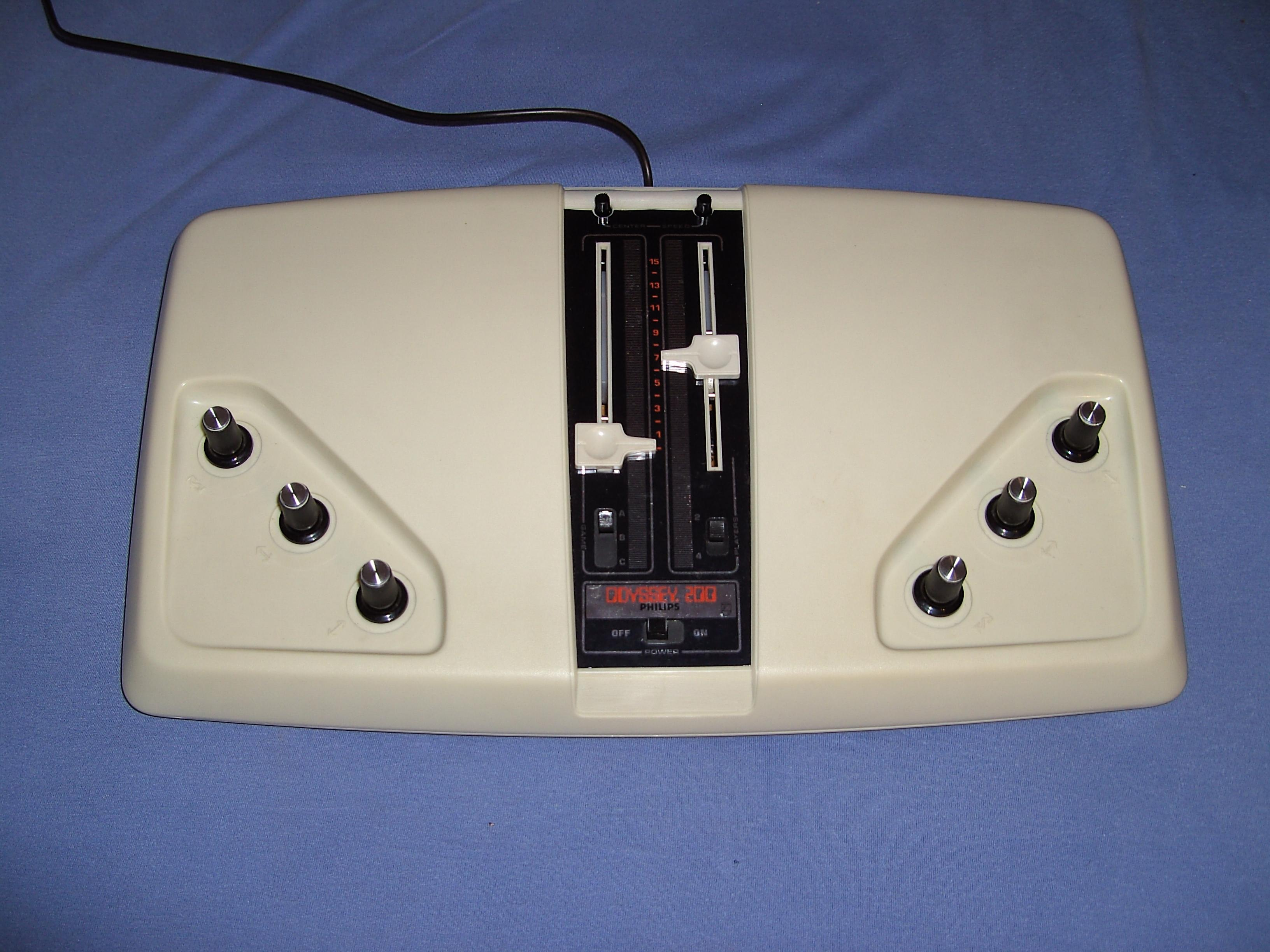
Philips Odyssey 200

### Odyssey 200
Odyssey 200 така ж, як і американська версія. Випущена по всій Європі в 1976 році, вона була замінена Philips Odyssey 2001 у 1977 році.

### Odyssey 2001
Odyssey 2001 - версія Magnavox Odyssey 4000 від Philips, яка відрізняється використанням знімних paddles замість джойстиків. Випущена в 1977 році, модель 2001 заснована на мікросхемі National Semiconductor MM-57105. Має ігри: теніс, хокей і сквош, а також забезпечує кольорове зображення і звук на телевізорі.

### Odyssey 2100

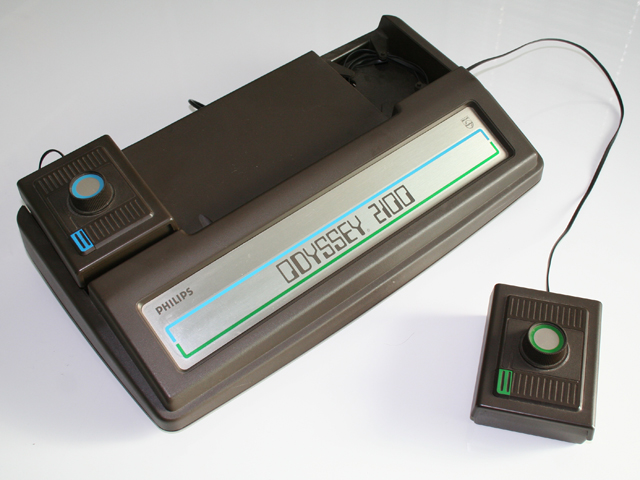
Philips Odyssey 2100

Odyssey 2100 була випущена в 1978 році і використовує той же дизайн, що і модель 2001. Використовуючи чип National Semiconductor MM-57186N. Odyssey 2100 має 6 ігор з різноманітними варіаціями: Wipe-Out (стиль Breakout, 7 варіантів), Flipper (7 варіантів ), Теніс (2 варіанти), Гандбол (2 варіанти), Хокей (2 варіанти), Футбол (3 варіанти).

## Magnavox Odyssey²
Консоль другого покоління, розроблена Philips після придбання Magnavox у 1974 році. Odyssey2 вийшла в 1978 році.